# Tilemsi (vallée)
La vallée du Tilemsi est une vallée du sahel au Mali, formée par le cours d’eau asséché éponyme, affluent du fleuve Niger.

## Description
La vallée du Tilemsi est une vallée désertique orientée du nord vers le sud. Il s'agit d'une dépression formée par le lit d'un ancien fleuve du même nom, qui venait de l'Adrar des Ifoghas et rejoignait le fleuve Niger à Gao. Elle s'étend sur environ 300 km de Gao à Tessalit. 

## Histoire
La vallée du Tilemsi est une zone d'une grande richesse préhistorique et un axe d'accès naturel.